# Homo heidelbergensis
Homo heidelbergensis ("người Heidelberg", là tên gọi của Đại học Heidelberg) là một loài đã tuyệt chủng trong chi Homo, loài này có thể là tổ tiên cùng nhánh của Homo neanderthalensis ở châu Âu và Homo sapiens. Bằng chứng rõ ràng nhất được phát hiện của loài này được định tuổi từ cách đây 600.000 - 400.000 năm. Công cụ bằng đá của H. heidelbergensis rất giống với công cụ Acheulean của Homo erectus.

## Bằng chứng về săn bắn
Một loạt các cây lao bằng gỗ có tuổi 400.000 năm đã được tìm thấy ở Schöningen miền bắc nước Đức. Các công cụ này được cho là của người H. erectus hoặc H. heidelbergensis. Nhìn chung, chúng có mối liên hệ với H. sapiens. Việc thiếu các loại vũ khí ám chỉ các phương pháp nuôi dưỡng khác nhau chứ không phải do công nghệ nay năng lực kém. Điều này cũng tương tự như người Māori bản địa của New Zealand, H. sapiens hiện đại, họ cũng hiếm khi sử dụng các vũ khí ném để tấn công thay vào đó họ sử dụng lao và gậy gộc.

## Phân nhánh tiến hóa

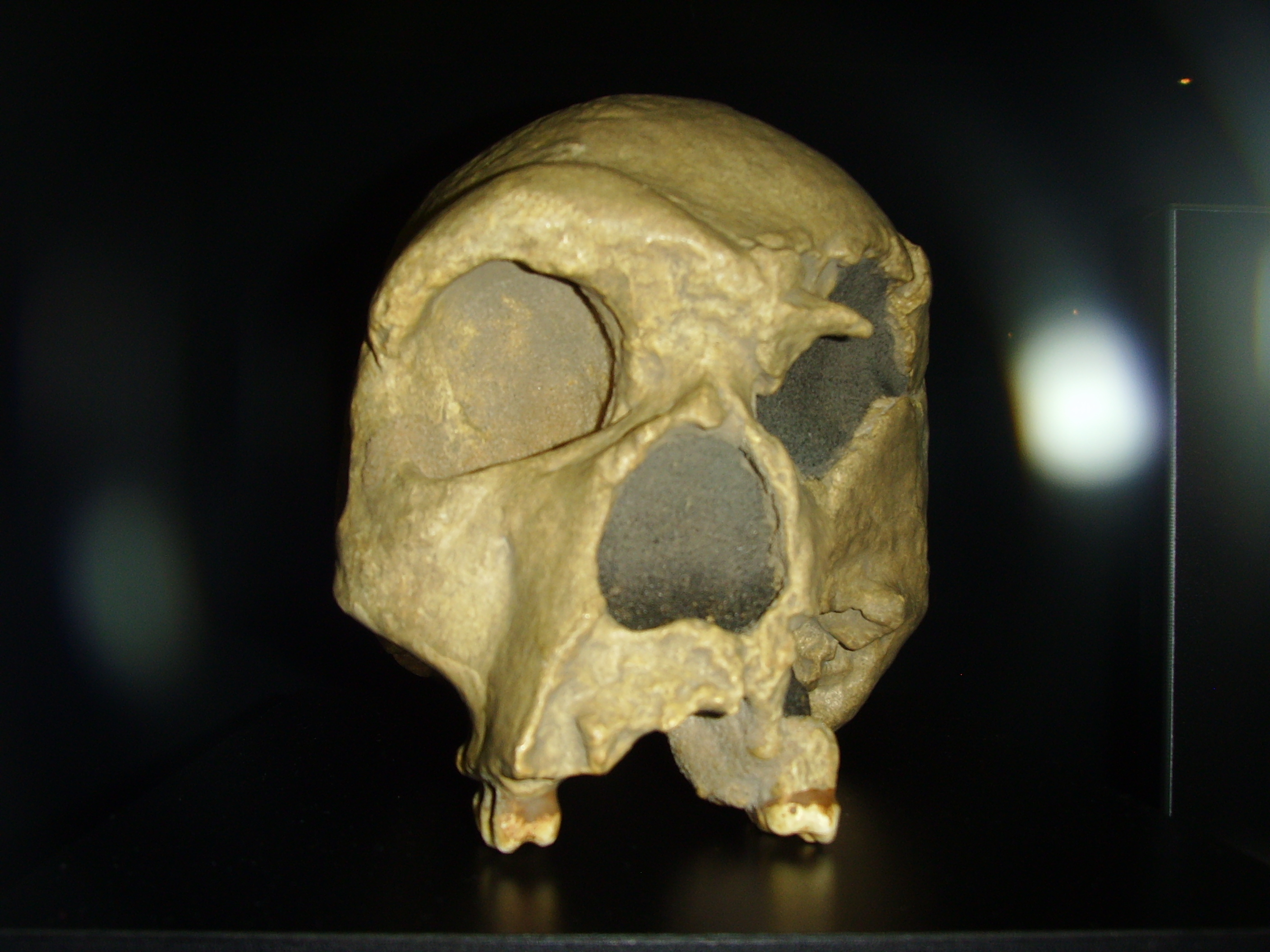
Homo heidelbergensis: Steinheim skull replica

Do sự phân nhánh của H. heidelbergensis khỏi châu Phi và tiến vào châu Âu, hai nhóm này đã tách ra gần như hoàn toàn vào thời kỳ Wolstoni và thời kỳ Ipswichi, là các thời kỳ băng hà kéo dài trong Kỷ Đệ tứ gần gây nhất. Người Neanderthal đã phân nhánh từ H. heidelbergensis có thể cách đây 300.000 năm ở châu Âu trong thời kỳ Wolstoni; H. sapiens có thể đã tách ra trong khoảng 200.000 - 100.000 ở châu Phi. Các hóa thạch như hộp sọ Atapuerca và hộp sọ Kabwe là bằng chứng cho hai nhánh của H. heidelbergensis.
Homo neanderthalensis đã giữ hại hầu hết các đặc điểm của loài H. heidelbergensis sau khi phân nhánh tiến hóa. Mặc dù thấp hơn nhưng người Neanderthal thì mạnh mẽ hơn, có lông mài rậm, khuôn mặt hơi nhô ra và cằm lại chìm vào. Có thể ngoài người Cro-Magnon Man, thì họ cũng có bộ não lớn hơn tất cả những loài homini khác. Ngoài ra, Homo sapiens có bộ lông mài nhỏ hơn so với bất kỳ loài homini nào đã được phát hiện, có dáng người cao, và có khuôn mặt bằng với cằm nhô ra. Nếu xét trung bình thì H. sapiens có bộ não lớn hơn H. heidelbergensis, và nhỏ hơn của H. neanderthalensis. Cho đến nay, H. sapiens là loài homini có trán cao, mặt bằng (nhìn tổng thể không có các yếu tố nhô ra), và bộ lông mài mỏng và phẳng.
Một số người tin rằng H. heidelbergensis là một loài riêng biệt, và một số người lại cho rằng nó là một nhánh tổ tiên của các dạng Homo khác có thể có mối liên hệ với các loài riêng biệt nếu xét về di truyền học phổ thông.
Một số kịch bản về sự sống sót của các loài: 
- H. heidelbergensis > H. neanderthalensis
- H. heidelbergensis > H. rhodesiensis > H. sapiens idaltu > H. sapiens sapiens

Những người ủng hộ quan điểm nguồn gốc đa khu vực của người hiện đại hình dung rằng có sự sinh sản giữa các giai đoạn tiến hóa và người thẳng đứng, hoặc trao đổi gene các nhóm lân cận trong các thế hệ kế tiếp.